# Buglossoides gastonii
Buglossoides gastonii là loài thực vật có hoa trong họ Mồ hôi. Loài này được (Benth.) I.M.Johnst. mô tả khoa học đầu tiên năm 1954.